# The Night of the Following Day
The Night of the Following Day is een thriller uit 1968 van regisseur Hubert Cornfield. De hoofdrollen zijn voor Marlon Brando en Richard Boone.

## Verhaal
Wanneer een jonge vrouw op de luchthaven in Parijs aankomt, wordt ze door een chauffeur, Bud, meegenomen. Onderweg stopt de wagen en stapt Leer in. Het meisje panikeert en beseft dat er iets aan de hand is.
De twee mannen rijden met het meisje naar een bos, waar ze opgewacht worden door Vi, Buds echtgenote en haar broer Wally. Ze wisselen van wagen en vertrekken uiteindelijk naar een verlaten huis ergens aan de Franse kust. Daar verneemt het meisje van Leer dat ze ontvoerd is en dat ze haar geen pijn zullen doen als ze kalm blijft. Het enige wat ze willen is geld van haar rijke vader.
De ontvoerders komen al gauw in contact met een politieagent, die hen heel veel vragen stelt. Vi panikeert maar Bud probeert haar duidelijk te maken dat het toeval is. Vi heeft bovendien een drugprobleem. Hoewel ze zegt dat ze een slaappil nam, merkt Bud duidelijk dat zijn vrouw stoned is. Bud is de hele situatie beu, zeker wanneer hij merkt dat Leer zijn handen niet van het meisje kan afhouden.
Bud besluit naar Wally te gaan en te zeggen dat hij ermee stopt. Hij denkt dat alles gaat verkeerd lopen en wil uit de hele affaire stappen. Bovendien verdenkt Vi hem er van seks gehad te hebben met het ontvoerde meisje. De situatie lijkt uit de hand te lopen maar Wally kan Bud kalmeren. Het plan wordt verder uitgevoerd en even later komt de vader van het ontvoerde meisje met het losgeld aan in Frankrijk.
Wanneer Bud in het huis de situatie afwacht, wordt hij onder schot gehouden door Leer. Bud weet dat Leer meer wil dan het geld alleen en hij vreest voor het leven van het ontvoerde meisje. Bud heeft echter weinig keuze en doet wat Leer van hem verwacht. De deal met de vader van het ontvoerde meisje loopt bijna fout: Wally raakt gewond, Vi schiet een agent neer en Bud doodt de uitbater van een café. Ze vluchten samen naar het strandhuis. Maar net nadat Bud uit de wagen stapte, ziet hij hoe Leer de auto onder vuur neemt. Hij steelt het geld en de auto ontploft.
Bud houdt zich verborgen in de duinen en merkt hoe Leer met een zaklamp signalen uitzendt richting zee. Bud besluit zich in het ondiepe water van de zee te verbergen. Wanneer Leer hem nadert schiet Bud hem genadeloos neer. Vervolgens trekt hij het gewonde lichaam richting zee om het daar traag te laten verdrinken.
Wanneer Bud, de enige levende van het viertal, naar binnengaat om het meisje te vinden, merkt hij dat Leer haar zwaar heeft toegetakeld. Hij had haar nochtans beloofd dat er niets met haar zou gebeuren...

## Rolverdeling
| Acteur          | Personage |
| --------------- | --------- |
| Marlon Brando   | Bud       |
| Richard Boone   | Leer      |
| Rita Moreno     | Vi        |
| Pamela Franklin |           |
| Jess Hahn       |           |
| Gerard Buhr     | visser    |
| Jacques Marin   | Ober      |
| Huques Wanner   | Vader     |
| Al Lettieri     | Piloot    |

## Feiten
- Marlon Brando werkte tijdens de opnames niet mee. Hij probeerde zelfs de vrouw van de regisseur te versieren. Wanneer Brando hem hier van op de hoogte bracht, zei Hubert Cornfield dat hij het als een compliment beschouwde.
- Brando vond Cornfield onbekwaam als regisseur en dus werd de schietscène op het einde van de film op vraag van Brando geregisseerd door Richard Boone, die in de film Leer speelt.
- De film is gebaseerd op de roman The Snatchers van schrijver Lionel White.
- Brando speelde de scène, waarin hij merkt dat Rita Moreno's personage stoned is, volledig dronken. Achteraf werden in de montagekamer de stukken, waarin het duidelijk was dat hij dronken was, weggeknipt.
- Het laatste beeld van de film wordt gevuld door het lachende gezicht van Bud. Dit was echter zeer moeilijk te filmen aangezien Brando weigerde te lachen en voortdurend gekke gezichtsuitdrukkingen vormde om zo de regisseur te ergeren. Uiteindelijk lachte hij heel even alvorens weer gek te doen. Dit korte fragment werd uiteindelijk gebruikt als afsluiter in de film.